# Al Passarell
Pour les articles homonymes, voir Passarell.
Alan Lawrence Passarell  (22 avril 1950-29 septembre 1986) est un homme politique canadien de la Colombie-Britannique. Il est député provincial néo-démocrate de la circonscription britanno-colombienne de Atlin de 1979 à 1985 et à titre de député créditiste de 1985 à 1986.

## Biographie
Né à Détroit dans le Michigan aux États-Unis, Passarell grandit dans une cabane dépourvue de téléphone. Il exerce les professions d'enseignant et de directeur d'école avant de s'impliquer en politique. 
Élu lors de l'élection de 1979 (en), il la remporte par une majorité d'un seul vote et est par la suite nommé Landslide Al. En tant que député, il est reconnu comme un ardent défenseur du développement du Nord de la Colombie-Britannique. Il fait également la une des journaux à la suite d'une histoire de lutte contre un grizzli,,,,.
Passarell meurt en fonction lors d'une accident d'avion en septembre 1986 qui tue également sa conjointe peu avant l'élection d'octobre 1986 (en).